# Kvinnoklinik
Kvinnoklinik (KK) benämns den avdelning på större sjukhus som har hand om allt rörande kvinnosjukdomar, graviditeter med mera. Det är även på kvinnokliniker som ultraljudsundersökning av foster utförs.
Förutom vanliga läkare, sjuksköterskor och undersköterskor brukar det på klinikerna finnas specialutbildade smärtläkare, kuratorer samt ett speciellt psykologteam.
Kvinnokliniker finns vid de flesta större sjukhus. I Sverige skedde utbyggnaden av dessa kliniker främst under 1940- och 1950-talet.